# Paul Blokhuis
Paulus (Paul) Blokhuis (Zuidhorn, 14 november 1963) is een Nederlands voormalig politicus van de ChristenUnie. Van 26 oktober 2017 tot 10 januari 2022 was hij staatssecretaris van Volksgezondheid, Welzijn en Sport in het kabinet-Rutte III. Eerder was hij van 2003 tot en met 2006 Statenlid in de provincie Gelderland en was daarna van 2006 tot en met 2017 (met een onderbreking van drie weken in maart 2012) wethouder in de gemeente Apeldoorn.

## Biografie

### Opleiding en jeugd
Blokhuis groeide op in Wezep. Hij studeerde geschiedenis aan de Rijksuniversiteit Leiden. In 1990 ging hij werken bij de Tweede Kamerfractie van de RPF, en later de ChristenUnie, waarin de RPF is opgegaan. Hij ontwikkelde zich daarbij tot specialist op het gebied van verkeer en waterstaat, sociaal beleid en economische zaken. Van 1988 tot 1993 was hij voorzitter van de RPF-jongeren. Onder zijn leiding groeide de jongerenorganisatie fors. Ook was hij voorzitter van de ChristenUnie-kiesverenigingen Wapenveld-Heerde en Woerden.

### Lokale politiek en wethouder
Vanaf 1998 had hij zitting in twee raadscommissies van de gemeente Apeldoorn. In 2003 stond Blokhuis op de 19e plaats van de kieslijst voor de Tweede Kamerverkiezingen, waarmee hij 209 stemmen haalde, te weinig voor een zetel. Wel werd Blokhuis dat jaar gekozen in Provinciale Staten van de provincie Gelderland. Bij de gemeenteraadsverkiezingen van 2006 was Blokhuis lijsttrekker in Apeldoorn. Onder zijn leiding won de partij een zetel en kwam daarmee op drie zetels. De ChristenUnie maakte na de verkiezingen deel uit van het college van burgemeester en wethouders. Blokhuis nam als wethouder zitting in dit college. Daarin was hij onder andere verantwoordelijk voor de portefeuilles van welzijn, zorg, dienstverlening en facilitaire zaken. Na de gemeenteraadsverkiezingen in 2010 bleef Blokhuis aan als wethouder met min of meer dezelfde portefeuille.
Op 9 februari 2012 diende Blokhuis samen met drie andere wethouders zijn ontslag in naar aanleiding van het onderzoeksrapport De grond wordt duur betaald, over het miljoenenverlies bij het grondbedrijf van gemeente Apeldoorn. Zijn functie eindigde op 10 maart 2012. Na een nieuwe formatie werd hij nog diezelfde maand, op de 29e, opnieuw geïnstalleerd. In 2016 keerde hij zich tegen de komst van meer gokkasten vanwege het risico op gokverslaving, maar omdat een meerderheid van de gemeenteraad voor uitbreiding was, liet hij officieel aantekenen het oneens te zijn met het besluit.

### Staatssecretaris
Blokhuis werd op 26 oktober 2017 benoemd tot staatssecretaris van Volksgezondheid, Welzijn en Sport in het kabinet-Rutte III. Zijn portefeuille omvat onder meer de geestelijke gezondheidszorg, preventie, maatschappelijke opvang en de maatschappelijke diensttijd. Een van Blokhuis' speerpunten is het tegengaan van tabaksverslaving. Zo wil hij het roken op terrassen verbieden, minder verkooppunten en sigaretten duurder maken. In november 2018 presenteerde hij zijn Nationale Preventieakkoord, een akkoord tussen meer dan zeventig maatschappelijke organisaties, de voedingsindustrie en alcoholproducenten. In het akkoord werden afspraken gemaakt om obesitas, roken en problematisch alcoholgebruik terug te dringen. Zo werd er afgesproken dat er minder mag worden gestunt met de prijzen van alcoholische dranken en er minder suiker komt in frisdranken en snoep.
Het kabinet wil een rookvrije generatie realiseren in 2040, waarbij geen enkele jongere meer rookt. Neutrale verpakkingen is een van de maatregelen van dit akkoord.
Aan het begin van 2020 kreeg Blokhuis te maken met een protest van Charlotte Bouwman, een vrouw met suïcidale neigingen, in de hal van het ministerie. Zij maakte zich als ervaringsdeskundige hard voor kortere wachtlijsten in de geestelijke gezondheidszorg. Blokhuis kondigde in reactie daarop aan te zullen gaan ingrijpen als GGZ-instellingen en zorgverzekeraars de wachtlijsten voor mensen met complexe zorgen niet aanpakken.
Blokhuis werd niet opgenomen in het kabinet-Rutte IV, hoewel hij graag door had willen gaan. Partijleider Gert-Jan Segers wilde ruimte maken voor "vernieuwing". Partijgenoot Maarten van Ooijen volgde Blokhuis op als staatssecretaris van Volksgezondheid, Welzijn en Sport in het kabinet-Rutte IV.

### Loopbaan na de politiek
Sinds 1 juli 2022 is Blokhuis voorzitter van de Samenwerkende Topklinische opleidingsZiekenhuizen (STZ). Sinds 1 december 2022 is hij lid van de adviesraad van TOPGGz. Sinds 1 juli 2023 is hij voorzitter van de raad van toezicht van Sterk Huis en Veilig Thuis.

## Onderscheiding
In 2009 ontving Blokhuis een Russische onderscheiding van Het Internationaal Fonds voor Sociale Initiatieven in Sint-Petersburg, vanwege zijn bijdrage aan het werven van steun voor een Russisch kinderziekenhuis.

## Persoonlijk
Blokhuis is getrouwd en heeft vier dochters. Begin 2018 overleed de jongste dochter op 18-jarige leeftijd. Zijn tweelingbroer Fred is predikant in Maassluis. Een andere broer is muziekkenner en presentator Leo Blokhuis. Paul Blokhuis is lid van de Nederlands Gereformeerde Kerk.
- Gemeinsame Normdatei: 1227701969
- Parlement.com: vkim9lxc7ewz
- Virtual International Authority File: 157151246596344131358